# Oedignatha procerula
Oedignatha procerula là một loài nhện trong họ Corinnidae.
Loài này thuộc chi Oedignatha. Oedignatha procerula được Eugène Simon miêu tả năm 1897.